# Laccophilus uncletan
Laccophilus uncletan är en skalbaggsart som beskrevs av Hájek och Stastný 2005. Laccophilus uncletan ingår i släktet Laccophilus och familjen dykare. Inga underarter finns listade i Catalogue of Life.